# Ratshof (Królewiec)
Ratshof – dzielnica Królewca w zachodniej części miasta, obecnie jako (posiełok) Wozdusznyj (ru: Воздушный) wchodzi w skład administracyjnej dzielnicy Królewca Oktjabrskij Rajon (ru: Октябрский район).

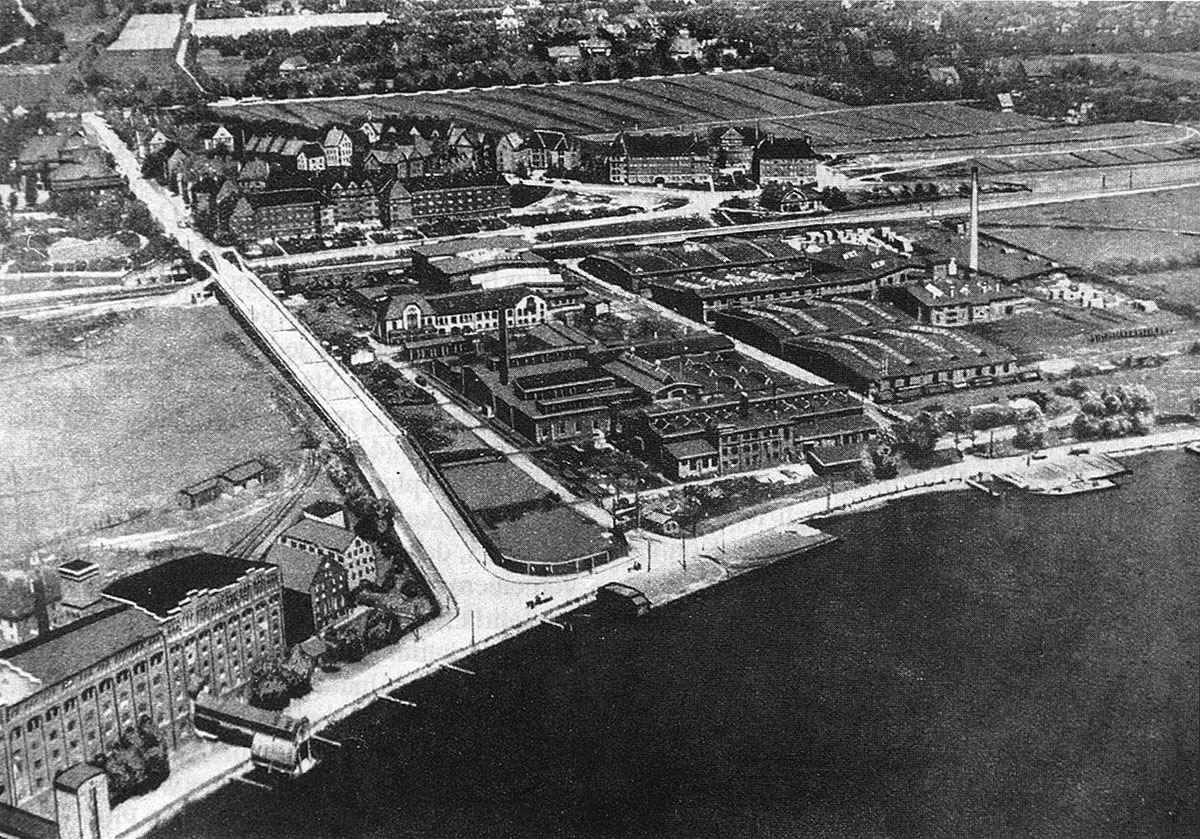
Ratshof, część przemysłowa w latach 20. XX w.

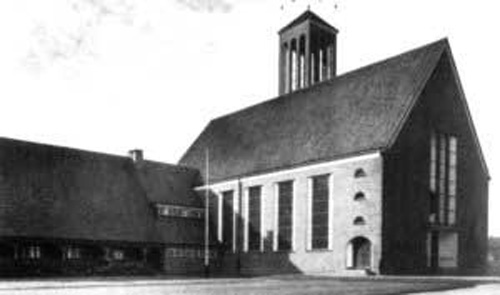
Kościół Chrystusa w 1940 r.

Rozciągał się wąskim pasem od brzegu Pregoły na południu po północną granicę miasta, pomiędzy Judytami i Lawsken od wschodu oraz Amalienau i Hufen od zachodu. W południowej części w 1906 r. powstało „miasto-ogród”, jedno z pierwszych osiedli tego typu na terenie Niemiec (proj. Fritz Bleyer). Na terenie Ratshof znajdowały się zakłady budowy wagonów Steinfurta, założone 1830 i istniejące do dzisiaj. 31 października 1937 r. został poświęcony ewangelicki kościół Chrystusa – ceglana budowla z wysoką wieżą boczną o ażurowej górnej kondygnacji (proj. Kurt Frick). Po 1945 r. uszkodzony i przebudowany budynek służy jako zakładowy dom kultury i dyskoteka.